# Veste Coburg
Veste Coburg (còn được gọi là Vương miện Franken), một lâu đài thời trung cổ được phát triển thành một pháo đài, tọa lạc trên đồi bên thành phố Coburg ở tỉnh Oberfranken khu vực biên giới với bang Thüringen. Nó có diện tích khoảng 135 x 260 mét và được bảo tồn rất tốt. Veste Coburg cách trung tâm thành phố khoảng 160 m. Vườn thượng uyển Coburg kéo dài từ lâu đài qua sườn đồi tới thành phố.
Veste Coburg chưa bao giờ bị chinh phục bằng chiến đấu trong lịch sử của nó, nhưng nó đã được tướng von Lamboy chiếm lấy vào tháng 3 năm 1635 sau một cuộc vây hãm kéo dài 5 tháng trong Chiến tranh Ba mươi năm với sự trợ giúp của một bức thư giả mạo trong đó Công tước Johann Ernst được cho là đã ra lệnh đầu hàng.